# Dieta d'Aquisgrà (817)
La dieta d'Aquisgrà o assemblea general de 817 fou una reunió convocada per l'emperador Lluís el Pietós el juliol del 817. L'objectiu era introduir una regla homogènia per tots els canonges i per una nova classe d'eclesiàstiques anomenada canongesses. Els abats, bisbes i altres que estaven a la reunió van acordar una sèrie de constitucions per fer esdevenir uniforme la regla de Sant Benet l'única aleshores en ús en tots els monestirs masculins i femenins. Benet d'Aniana al que Lluís havia designat com a ministre general d'afers eclesiàstics fou el principal promotor dels reglaments que es van establir i acabada la reunió l'emperador li va encarregar, junt amb altres destacats religiosos, de fer observar les normes arreu.
A part d'aquest reglament es va establir un catàleg de tots els monestirs que per la seva fundació estaven subjectes a certs deures envers el rei i es van dividir en tres classes: la primera amb 14 monestirs, els que estaven obligats a fer regals a l'emperador i aportar-li per a la milícia un cert nombre de soldats; la segona amb 16 monestirs, els que només havien de fer regals al sobirà; i la tercera, 54 monestirs, els que no havien de fer ni regals ni aportar soldats, i només havien de fer pregàries per l'emperador, la seva família i per l'estat.

## Nota
1. ↑  D'aquestos 54, fins a 19 eren al Llenguadoc; n'hi havia altres que sembla que no tenien cap càrrega per consideració per Benet d'Aniana i per ajudar-los a recuperar-se de les destruccions musulmanes. Aquestos 19 eren:
  - Monestir de Cruas, al Vivarès.
  - Monestir de Sant Geli.
  - Monestir de Psalmodi.
  - Monestir d'Aniana
  - Monestir de Sant Tibèri.
  - Monestir de Villemagne.
  - Monestir de Sant Pere de Lunas o Monestir de Joncels.
  - Monestir de Santa Maria de Cabrières.
  - Monestir de Caunes.
  - Monestir de Sant Llorenç de Cabreresses
  - Monestir de Santa Eugènia
  - Monestir de Montoliu o del castell de Mallast
  - Monestir de Santa Maria d'Orbieu de la Grassa
  - Monestir de Sant Hilari
  - Monestir de Valespir o Arle
  - Monestir de Sant Pàpol
  - Monestir de Sorèze.
  - Monestir del Mas d'Azil
  - Monestir de Vénerque

Entre els que no s'esment i que per tant no devien tenir cap carrega:
  - Monestir de Gel·lona o de Sant Guilhem del Desert.
  - Monestir de Sant Policarp.
  - Monestir de Sant Pau de Narbona
  - Monestir de Castres.
  - Monestir de Saint-Chaffre, al Velai